# Spree-Nixe (Schiff, 1912)
Die Spree-Nixe oder Spreenixe ist ein ehemaliges Fahrgastschiff in Berlin.

## Geschichte
Das Schiff wurde auf der Spandauer Schiffswerft Knarr erbaut und trug zunächst den Namen Rex. Es wurde 1912 von der Teltower Kreisschiffahrt und 1913 von Carl Schwarz in Halle/Saale genutzt. In den Jahren des Ersten Weltkrieges nutzte die Kaiserliche Marine das Schiff. Über die Deutsche Werft Kiel und August Pahl kam das Schiff 1924 zur Hamburg-Blankenese-Este-Linie. Dort wurde es umgebaut und auf den Namen Mozart umgetauft. 1966 kaufte Franz Paszotta aus Berlin die Mozart und 1984 ging sie in die Hände Heinz Riedels über. Er ließ das Schiff erneut umbauen und brachte es danach als Spree-Nixe in Fahrt. 1997 wurde die Spree-Nixe aus dem Fahrgastverkehr genommen und zum Werkstattschiff umgestaltet. Im Herbst 2021 stand sie zum Verkauf.
In den Verkaufsanzeigen wird wie auch bei Schubert das Baujahr 1912 genannt, während andere Quellen 1914 als Baujahr angeben. Groggert nennt das Baujahr 1916, die Anker-Werft als Bauwerft und von der Verkaufsanzeige deutlich abweichende Maße: Die Spree-Nixe hatte laut Groggert im Jahr 1987 eine Länge von 21,19 m, eine Breite von 4,41 m und eine Zulassung für 110 Personen.
Das Schiff war, als es verkauft werden sollte, mit einem nicht mehr einsatzfähigen vierzylindrigen Motor von den Mannheimer Motorenwerken aus dem Jahr 1946 ausgerüstet; die Motorennummer lautete 45/3381.